# Robert Hrubý
Robert Hrubý, né le 27 avril 1994 à Prague en Tchéquie, est un footballeur tchèque qui évolue au poste de milieu de terrain au Bohemians 1905.

## Biographie

### Carrière en club

#### Débuts en pro
Natif de Prague, Robert Hruby est formé dans l'un des clubs les plus importants de la ville, le Slavia Prague. Il joue son premier match lors d'une lourde défaite 5-1 de son équipe en championnat, contre le Sigma Olomouc, le 22 février 2014.
En 2016, il est prêté à deux reprises par le Slavia Prague, la première fois au Baník Ostrava, et la deuxième au FK Teplice, à chaque fois sur une demi-saison. Lors de son passage au Baník Ostrava, il inscrit un doublé lors de la réception du FC Slovácko en en avril 2016.

#### Banik Ostrava
En janvier 2017, il est transféré dans le club où il avait été prêté pour la première fois, le Baník Ostrava. Le club est alors en deuxième division tchèque et il participe à sa remontée en Het Liga pour la saison suivante. Très vite, il devient un élément important de l'équipe et réalise de bonnes performances. Il inscrit cinq buts en championnat lors de la saison 2017-2018.

#### Fastav Zlín
Le 9 juin 2021, Robert Hrubý rejoint le Fastav Zlín.

#### Bohemians 1905
Robert Hrubý quitte le Fastav Zlín après deux saisons passées au club. Alors qu'il est courtisé par le 1. FC Slovácko il décide de rejoindre le Bohemians 1905 en juillet 2023, afin de pouvoir rester proche de sa famille, basée à Prague. Il signe un contrat de trois ans, soit jusqu'en juin 2026.

### Carrière en sélection nationale
Le 14 mai 2014, il joue son premier match avec l'équipe de Tchéquie espoirs face à la Slovaquie. Les Tchèques s'inclinent sur le score de 3-1.
Robert Hruby honore sa première sélection avec l'équipe de Tchéquie A lors d'une victoire par 2 buts à 1 contre l'Islande, en entrant en jeu à la place d'Antonín Barák. Trois jours plus tard il entre de nouveau en jeu, cette fois à la place de David Houska, pour sa deuxième sélection lors de la victoire 1-0 face au Qatar